# 斯克普角
斯克普角（英語：Skep Point），是南極洲的海岬，位於葛拉漢地的詹姆斯羅斯島東北岸，處於烏拉角西北面9公里，由英國研究隊測量，現時由南極條約體系管理。